# Asağı Buzqov
Asağı Buzqov är en ort i Azerbajdzjan.   Den ligger i distriktet Nachitjevan, i den sydvästra delen av landet, 400 kilometer väster om huvudstaden Baku. Asağı Buzqov ligger 1 437 meter över havet och antalet invånare är 979.
Terrängen runt Asağı Buzqov är huvudsakligen lite bergig. Asağı Buzqov ligger nere i en dal. Närmaste större samhälle är Cahri, 18,2 kilometer söder om Asağı Buzqov. 
Trakten runt Asağı Buzqov består i huvudsak av gräsmarker. Runt Asağı Buzqov är det ganska glesbefolkat, med 34 invånare per kvadratkilometer.